# Oldřich Tichý
Oldřich Tichý (* 15. září 1959, Zlín) je český malíř.

## Biografie
Studoval SUPŠ v Uherském Hradišti (obor malba 1974–1978), a AVU v Praze (1980–1986). Figuruje ve sbírkách Národní galerie v Praze, Moravské galerie v Brně, Státní galerie ve Zlíně, Státní galerie v Náchodě, Středoevropské galerie v Praze, galerie Cobra v Paříži, galerie 14 v Lausanne, galerie Dijkstra v Antverpách.
Práce od Oldřicha Tichého byly publikovány v řadě domácích a zahraničních knih o českém umění. Soukromé sbírky v České republice, Německu, Belgii, Nizozemsku, Švýcarsku, Francii a Anglii. Je členem SVÚ Mánes.
Ve Zlíně žil až do roku 1980. Jeho lidský a umělecký profil spoluvytvářelo nejenom harmonické prostředí početné rodiny, ale též pobyty u prarodičů v Tichově u Valašských Klobouk. Kontakt s prostředím valašského venkova a poznání života tamních obyvatel, jež se v té době odvíjel ještě do značné míry v intencích existenčního sepětí člověka s přírodou, na vnímavého hocha – v němž se již probouzel umělecký duch – značně zapůsobil a promítl se později i do charakteru jeho díla.

### 1974-1978
Absolvoval SUPŠ v Uh. Hradišti, kde si osvojil základy výtvarných technik a začal intenzívněji vnímat i určité obecnější duchovní tendence a společenské souvislosti spjaté s uměleckou tvorbou. Již v prvním ročníku studia pro něho bylo i v tomto ohledu podnětné setkání s malířem Zdeňkem Matyášem.

### 1978-1980
Po ukončení středoškolského studia pracoval v mezidobí, než byl přijat na AVU, v psychiatrické léčebně v Kroměříži jako arteterapeut. Do tohoto a těsně následného období se datuje již vznik jeho prvních závažnějších obrazových kompozic. Jsou to vesměs expresivně vypjaté práce „rouaultovské ražby“, jež vykazují zaujetí či inspiraci mezními psychickými stavy lidské bytosti.

### 1980-1986
Absolvoval AVU v Praze u prof. Františka Jiroudka. Jeho práce se však názorově značně rozcházely s malířským projevem profesora školy i dalších pedagogů působících na Akademii. V zásadě dále rozvíjel svou tvorbu z předchozích dvou let. V těchto vesměs figurativních kompozicích, ale již i zátiších, je však již patrné opouštění víceméně intuitivně-expresivních malířských pozic a důraznější směřování ke konstituci imaginativního obrazu na bázi racionálněji založeného kompozičního řádu. Na jaře roku 1986 se poprvé zúčastnil 5.konfrontační výstavy výtvarníků nejmladší generace ve Svárově.

### 1986
Na jaře 1986 se poprvé zúčastnil 5. konfrontační výstavy umělců nejmladší generace ve Svárově.

### 1987-1989
Jedno z důležitých období autorova života i tvorby. Jeho imaginativní práce, vesměs zátiší, zprvu svým pojetím a atmosférou evokují metafyzickou malbu (1987). Posléze, po návratu ze základní vojenské služby a po překonání vážné choroby se s novou koncentrací na výtvarnou práci již v roce 1988 začínají objevovat první autorovy charakteristické obrazové kompozice, které těží z kulturních a přírodních artefaktů, z vrstevnaté symboliky výtvarně monumentálně cítěných a ozvláštněných předmětných prvků v abstraktním prostředí obrazové plochy. Důležitou roli přitom, i z pohledu dalšího rozvoje jeho tvorby, sehrálo i to, že se i s rodinou po narození syna trvale usadil na statku v Dojetřicích u Sázavy. V té době namaloval i jednu ze svých podstatných obrazových kompozic Žiju sám ve zdejších lesích. V říjnu téhož roku (1988) proběhla v kulturním středisku Blatiny v Praze VI. také první samostatná výstava jeho prací s úvodním katalogovým textem Ivony Raimanové.

### 1989
Na jaře roku 1989 založil spolu s Tomášem Rossí, Ladislavem Sorokáčem, Lenkou Vilhelmovou a Petrem Župníkem skupinu Most, s níž absolvoval všechny výstavy.

### 1989-1995
Počínaje rokem 1990 autor začíná pravidelně komunikovat se zahraničím, kde postupně proběhla i řada jeho výstav (Švýcarsko, Německo, Francie, Holandsko), z nichž se také postupně značný počet děl dostal do různých, zejména privátních uměleckých sbírek. Zahraniční pobytu mu umožnily seznámit se blíže s uměleckým děním na západ od našich hranic, ale i s díly klasiků, zejména moderního umění. Vedle obdivu ke velkým osobnostem španělského malířství (zejména A. Tapiès a A. Saura), jejichž práce měl ve možnost ve větší míře spatřit, díky odvážné výstavní politice NG, v průběhu 80. let již i v Praze, se mohl blíže seznámit i s díly dalších osobností světového umění, z nichž na něho značně zapůsobila např. malba Francouzů G. Rouaulta a J. Dubuffeta. Bližší poznání prací významných evropských umělců ho značně podpořilo ve vlastním uměleckém úsilí. Jeho malba nabyla na jistotě, jeho projev se uvolnil a v jistém smyslu dynamizoval. Vznikala řada jeho důležitých obrazů.

### 1995
Umělec získal cenu nadace The Pollock-Krasner Foundation v New Yorku. Cena mu umožnila věnovat se soustavněji, bez vážnějších existenčních problémů, vlastní tvorbě. V umělcově dojetřickém ateliéru řada objektů, jejichž existence nově podnítila i jeho další malbu. Autorova malba se tematicky zužuje na atributy archetypálních znaků ambivalentního 2. poloviny 90. let – Obrazy jako Okno nebo Okno do tebe naznačují určitý názorový posun v autorově malbě, která se více než kdykoli předtím koncentruje i na malířské problémy o sobě. To se projevuje jednak v nové více psychologizující tematizaci jeho kompozic (Za tebou, 1999) a zejména v práci s obrazovou plochou a prostorem, který je již principiálně oproštěn od veškerých vazeb s iluzívní realitou. Jde už pouze o prostor nebo prostory obrazové-imaginativní.
Po roce 2000 vznikají v ateliéru Oldřicha Tichého obrazy, v nichž je v pozoruhodné organické jednotě s celým jeho předchozím dílem rozvinuto téma vnitřního(duchovního) a vnějšího světa. Jsou to jednak autorovy tradiční robustní znakovité, symbolistní tvary či „individuality“ (Ležící, 2004), ale již i abstraktní, realitu dynamiky života, mnohosti, nekonečnosti a otevřenosti přírodního a lidského bytí evokující kompozice (Moře 2006; Moje geometrie), anebo i oba trendy a stavy ve vzájemné konfrontaci (V labyrintu cesta, 2001-2006).

### 2003
V Galerii Václava Špály v Praze se uskutečnila významná výstava s příznačným názvem Já a ty, doprovázená až dosud nejrozsáhlejším výstavním katalogem-publikací s obsáhlou obrazovou dokumentací a texty Radana Wagnera, Ivana Neumanna, Jany Šálkové a Oldřicha Tichého.